# Мішель де Гельдерод
Мішель де Гельдерод (нід. і фр. Michel de Ghelderode) (3 квітня 1898 року, Іксель, Бельгія — 1 квітня 1962 року, Схарбек, Бельгія) — бельгійський письменник і драматург. Франскільон. Писав французькою мовою.

## Творчість
Світосприйняттю Гельдерода властивим є жах перед майбутнім, невіра у розсудливі зусилля людей змінити хід історії. Вірив у призначення театру бути «дзеркалом природи». У драмі «Дон Жуан» (1928) відобразив фламандську любов до життя, у фарсі «Пекельний бенкет» (1929) є зв'язок з поетикою ярмаркового театру і пантоміми, трагедії «Варавва» (1929) і «Пантаглейз» (1930) пов'язані з фламандським народним театром.

## Твори
- Sortilèges et autres contes crépusculaires (1941) — збірка фантастичних творів
- Theâtre complet, v. 1—3, Brux., 1942—43.
- Theâtre, v. 1—5, P., 1950—57.